# El Realenc (Crevillent)
El Realenc (en castellà El Realengo) és una pedania del municipi de Crevillent (Baix Vinalopó). Va ser creada en 1957 per l'Institut Nacional de Colonització, la planificació del qual va ésser dirigida per l'arquitecte José Luís Fernández del Amo. Està situat al sud de la vila, vora la carretera CV-90 que uneix Crevillent amb Catral. La població en 2011 era de 317 habitants.
El seu predomini lingüístic és el castellà doncs la majoria dels seus primers colonitzadors procedien de la provincia d'Albacete, d'uns pobles que quedarien inundats per la construcció de l'embassament del Cenajo.